# Al-Simakiyah
al-Simakiyah (in arabo السماكية‎?, al-Simākiyah) è un villaggio situato nel governatorato di al-Karak, in Giordania. Il villaggio è abitato da una comunità di arabi beduini di religione cristiana.

## Storia
L'area su cui sorge oggi il villaggio rimase disabitata fin dal periodo bizantino, anche se fu frequentata dalle locali tribù beduine. A partire dalla seconda metà del XIX secolo si stabilirono nell'area due clan beduini di fede cristiana originari dell'Hegiaz, gli Hijazin e gli 'Akasha. Il villaggio venne fondato da questi due clan nel 1909 sotto la guida di missionari cattolici giunti dalla Palestina; i terreni furono offerti dal clan beduino dei Majali, storici alleati.

## Società
La popolazione è interamente costituita da arabi beduini di fede cristiana cattolica. La maggioranza della popolazione appartiene al clan degli Hijazin, affiliati alla Chiesa Latina, mentre il resto degli abitanti appartiene al clan degli 'Akasha, di fede greco-cattolica melchita. Gli 'Akasha si compongono di cinque familglie: gli Ziyadin, i Masadah, i Nasrawi, gli Awabda e i Bawlsah. L'identità tribale è legata a quella confessionale. Per quanto la comunità di al-Simakiyah abbia adottato uno stile di vita sedentario, l'identità e i valori culturali beduini rimangono molto forti nel villaggio.
I settori principali in ambito economico sono rappresentati dall'agricoltura e dalla pastorizia. Molti abitanti del villaggio si sono trasferiti nel corso dei decenni prevalentemente verso la capitale Amman e ad al-Fuheis, dove sono impiegati prevalentemente nel settore amministrativo e militare. Molte famiglie si sono trasferite anche a Madaba, al-Salt e Irbid; un'importante comunità originaria del villaggio si è poi stabilita nelle città di Bayt Jala, Beit Sahour e Betlemme, in Palestina, da dove mantiene ancora importanti contatti familiari con il villaggio originario. Altri si sono trasferiti più lontano, nei paesi arabi del golfo, negli Stati Uniti d'America, in Australia e in Canada. Molti emigrati tornano a risiedere nel villaggio in età anziana.